# Павел Преображенски
Павел Иванович Преображенски (на руски: Павел Иванович Преображенский) е руски и съветски геолог, откривател на най-голямото в света находище на калиево-магнезиеви соли (т.нар. Соликамско находище), за кратко и министър.

## Произход и образование (1874 – 1900)
Роден е на 1 януари 1874 година (стар стил) в Демянск (днешна Новгородска област). През 1892 г. завършва Ташкентската гимназия. Учи във Физико-математическия факултет на Московския университет, а през 1900 г. се дипломира като минен инженер в Петербургския минен институт.

## Изследователска дейност (1901 – 1912)

### Геоложки изследвания в Сибир

#### Патомска планинска земя (1901 – 0908)
През 1901 г., по покана на професор Владимир Обручев, заминава за Сибир и в продължение на няколко години провежда мащабни геоложки изследвания в различни масти на Русия. През лятото на 1902 г. изследва южната част на Патомската планинска земя и завършва откриването на хребета Кропоткин (1647 м). През лятото на 1903 г. изследва цялото течение на река Голям Патом (десен приток на Лена). През 1907 – 1908 г. провежда геоложки изследвания в района между реките Витим и Голям Патом и дясното крайбрежие на Лена от устието на Витим до 118º и.д. – около 400 км. По този начин установява западната и северна граница на Патомската планинска земя (1771 м).

#### Северобайкалска планинска земя (1909 – 1911)
През 1909 – 1911 г. изследва десните, малки притоци на река Лена – Чечуй, Чая (353 км), Голяма и Малка Чуя, Киренга (746 км и десните ѝ притоци) и Мама (406 км, ляв приток на Витим). Спускането му по Чая едва не завършва трагично: лодката се разбива по праговете на реката, имуществото потъва, а хората едва се спасяват. В крайна сметка му се удава да пресече на няколко места и да оконтури цялата Северобайкалска планинска земя, представляваща по негови данни сложна система от отделни високи масиви, събрани в малки неправилни групи или представляващи къси хребети, отделени един от друг от дълбоки и тесни долини. В западната част на Северобайкалската планинска земя открива и проследява около 175 км от хребета Акиткан.

### Изследвания в Уфа и Магнитогорск (1912)
През 1912 г. ръководи геоложка група за откриване на най-благоприятното трасе за прокарване на железопътна линия от Уфа до Магнитогорск.

## Политическа и обществена дейност (1913 – 1920)
От 1913 г. заема длъжността старши геолог в Геоложкия комитет на Русия, а от 1916 завежда неговата сибирска секция. Преподавател е в Минния институт, участва в дейността на Руското техническо дружество. Занимава се активно и с обществена дейност и с проблемите на техническото извънучилищно обучение. По време на Първата световна война от 1914 до 1916 г. възглавява фронтови лечебно-санитарен отряд на Всеруския съюз на градовете.
През 1917 г. е заместник-министър на просветата във Временното правителство, отговарящ по въпросите за професионалното образование. След идването на власт на болшевиките отново се връща на длъжността старши геолог в Геоложкия комитет на Русия.
През 1918 г. е по служба във Владивосток и на 19 ноември същата година е избран за заместник-министър на народната просвета в правителството на адмирал Александър Колчак, а след оставката на Василий Василиевич Сапожников на 6 май 1919 – за министър. През януари 1920 г. е арестуван от болшевиките в Иркутск и през май същата година е осъден на затвор с принудителен труд. За смекчаване и отмяна на присъдата се застъпват писателят Максим Горки, видни руски учени и общественици и още през юни същата година е освободен от затвора.

## Академична и научна дейност (1920 – 1944)
На 23 юни 1920 г. е назначен за заместник завеждащ отдела по народното образование в Сибирския революционен комитет и е председател на Сибирския комитет за професионално-техническо образование. От 1921 г. е професор по геология в Пермския университет. През 1923 г. е избран за декан на Агрономическия факултет на същия университет. Едновременно с работата си в Перм от 1921 до 1924 г. е преподавател в Минния институт в Екатеринбург, където основава Катедра по геология на полезните изкопаеми. От есента на 1924 г. работи като старши геолог в Главното геоложко управление в Ленинград.
Едновременно с преподавателската и научната си дейност Преображенски продължава и полевите си геоложки изследвания главно в Урал, като на 5 октомври 1925 г. открива най-голямото в света находище на калиево-магнезиеви соли (Соликамското находище). На 6 ноември същата година е пробита първата шахта, а през януари 1934 г. завършва строителството на химическия комбинат в Соликамск. Същата година е награден с орден „Червено знаме“. През 1929 г. е сред откривателите на Волго-уралското нефтогазово находище.
От 1935 г. е доктор на геолого-минераложките науки.
През 1937 г. е участник в ХVІІ сесия на Международния геоложки комитет. От 1937 до 1941 г. е главен геолог, а от 1941 до 1943 – директор на Всесъюзния научноизследователски институт по геология в Ленинград. От 1943 г. е заместник-директор на Държавния институт по минно-химически суровини в Москва.
Умира на 10 септември 1944 година в Москва на 70-годишна възраст.

## Памет
Неговото име носи минерал (преображенскит) и улица в град Березники.

## Трудове
- „Северная и Западная окраина Патомского нагорья“. „Геологические исследования в золотоносных областях Сибири. Ленский золотоносный район“, вып. V, 1910
- „Вулкан Лопатина“, Геологический вестник", 1915
- „Следы древнего оледенения в верховьях рек Иркута и Оки“, „Известия Геологического комитета“, т. 45. 1926
- „Месторождения цветных металлов хребта Сихотэ-Алин“, „Производительные силы Дальнего Востока“, 1927, вып. II
- „Известняки Уральской области“, Свердловск, 1930 (в соавторстве с М. О. Клером, П. М. Идкиным)
- „Соликамское калийное месторождение“, Л., 1933